# Унтервайсенбах
Унтервайсенбах (нем. Unterweißenbach) — коммуна в Австрии, в федеральной земле Верхняя Австрия.
Входит в состав округа Фрайштадт. Население составляет 2249 человек (на 31 декабря 2005 года). Занимает площадь 49 км². Официальный код — 40621.

## Политическая ситуация
Бургомистр коммуны — Йоханнес Хинтеррайтер-Керн (АНП) по результатам выборов 2003 года.
Совет представителей коммуны (нем. Gemeinderat) состоит из 25 мест.
- АНП занимает 17 мест.
- СДПА занимает 7 мест.
- АПС занимает 1 место.